# Гуголін Ґавлович
Гуголін Ґавлович (словац. Hugolín Gavlovič; 11 листопада 1712 — 4 червня 1787) — словацький поет, байкар, що складав твори у бароковому стилі.

## Життєпис
Народився у с. Чарни-Дунаєвець (сучасна Польща) у 1712 році. Пр народжені отримав ім'я Мартин. Про батьків відомо замало. У дитинстві переїздить до сучасної Словаччини (тоді державі Габсбургів). Здобув освіту у школи Трстени та Жиліни. У 1733 році став членом францисканського ордену. Водночас змінив своє ім'я на Гуголін.
У 1738 році був висвячений на священика. Служив у Жиліні, Пруске, Горовце. В останнього селі захворів, відійшов від справ, зайнявшись літературною діяльністю. Помер у 1787 році у Горовце.

## Творчість
Найвідомішим твором Г.Ґавловича є «Школа пастухів — житниця вдач…» 1775 року (з 17862 віршів). За життя автора залишався у рукописі і надруковано було лише багато пізніше. Сюжетні мотиви Старого Завіту, якими відкривається кожна з 22 пісень, служать Ґавловичу приводом для роздумів про сучасне життя словацьких селян і пастухів, для створення своєрідних притч і сатиричних викриттів. Повчальна тенденція виливається в критику соціальної нерівності та феодального гніту, в осуд панів і глибоке співчуття селянству. Поема, що використовує деякі мотиви античної та ренесансної поезії, в той же час ввібрала фольклорну мудрість. Її склад часто змушує згадувати народні прислів'я та приказки.
Іншими творами поета є «Християнська школа з віршами», «Школа духовна або навчання духовному спогляданню», «Яке життя, така й смерть», «Духовні вправи».